# مصيف سولاف
يقع مصيف سولاف على بعد ثلاثة كيلومترات إلى الشمال الغربي من بلدة، (آميدي) العمادية في محافظة دهوك. وتبعد العمادية (90)كم عن مركز المحافظة.

## التسمية
أسم سولاف يتكون من مقطعين (سيل+ آف) وتعني بالكوردية (تدفق+ الماء) وهو اصطلاحا تدفق الماء من منبعه ومروره عبر جدول ومن ثم أنحداره من على ارتفاع يبلغ ما بين (1-2) مترا. ومنبع الماء يقع في مضيق مزيركا من أعلى البساتين ويمر عبرها .